# 1994年ベルギーグランプリ
1994年ベルギーグランプリ(1994 Belgian Grand Prix)は、1994年F1世界選手権の第11戦として、1994年8月28日にスパ・フランコルシャンで開催された。

## 予選
シーズン序盤に重大事故が続発したことを受け、スパ・フランコルシャンの超高速コーナー「オー・ルージュ」がシケインに変更された（この年限り）。
予選は2日間とも名物の「スパ・ウェザー」に見舞われた。初日の1回目ではコースコンディションがウェットからドライへと変化する中、ドライ用のスリックタイヤでアタックしたルーベンス・バリチェロが暫定ポールポジションを獲得。翌日の2回目はウェットコンディションとなり、バリチェロがコースインせずピットで状況を見守る中、誰にも初日のタイムを破られることなく、バリチェロの初ポールポジションが決定した。フル参戦2年目（エントリー27戦目）のバリチェロは、22歳と96日での最年少ポールポジション記録を樹立した。また、ジョーダンチームにとっても初ポールという二重の喜びとなった。

### 結果
| 順位 | No | ドライバー                       | チーム                 | タイム   | 差      |
| ---- | -- | -------------------------------- | ---------------------- | -------- | ------- |
| 1    | 14 | ルーベンス・バリチェロ           | ジョーダン・ハート     | 2'21.163 |         |
| 2    | 5  | ミハエル・シューマッハ           | ベネトン・フォード     | 2'21.494 | +0.331  |
| 3    | 0  | デイモン・ヒル                   | ウィリアムズ・ルノー   | 2'21.681 | +0.518  |
| 4    | 15 | エディ・アーバイン               | ジョーダン・ハート     | 2'22.074 | +0.911  |
| 5    | 27 | ジャン・アレジ                   | フェラーリ             | 2'22.202 | +1.039  |
| 6    | 6  | ヨス・フェルスタッペン           | ベネトン・フォード     | 2'22.218 | +1.055  |
| 7    | 2  | デビッド・クルサード             | ウィリアムズ・ルノー   | 2'22.359 | +1.196  |
| 8    | 7  | ミカ・ハッキネン                 | マクラーレン・プジョー | 2'22.441 | +1.278  |
| 9    | 30 | ハインツ＝ハラルド・フレンツェン | ザウバー・メルセデス   | 2'22.634 | +1.471  |
| 10   | 23 | ピエルルイジ・マルティニ         | ミナルディ・フォード   | 2'23.326 | +2.163  |
| 11   | 28 | ゲルハルト・ベルガー             | フェラーリ             | 2'23.895 | +2.732  |
| 12   | 4  | マーク・ブランデル               | ティレル・ヤマハ       | 2'24.048 | +2.885  |
| 13   | 8  | マーティン・ブランドル           | マクラーレン・プジョー | 2'24.117 | +2.954  |
| 14   | 10 | ジャンニ・モルビデリ             | フットワーク・フォード | 2'25.114 | +3.951  |
| 15   | 29 | アンドレア・デ・チェザリス       | ザウバー・メルセデス   | 2'25.695 | +4.532  |
| 16   | 25 | エリック・ベルナール             | リジェ・ルノー         | 2'26.044 | +4.881  |
| 17   | 26 | オリビエ・パニス                 | リジェ・ルノー         | 2'26.079 | +4.916  |
| 18   | 24 | ミケーレ・アルボレート           | ミナルディ・フォード   | 2'26.738 | +5.575  |
| 19   | 19 | フィリップ・アリオー             | ラルース・フォード     | 2'26.901 | +5.738  |
| 20   | 12 | ジョニー・ハーバート             | ロータス・無限ホンダ   | 2'27.155 | +5.992  |
| 21   | 31 | デビッド・ブラバム               | シムテック・フォード   | 2'27.212 | +6.049  |
| 22   | 20 | エリック・コマス                 | ラルース・フォード     | 2'28.156 | +6.993  |
| 23   | 3  | 片山右京                         | ティレル・ヤマハ       | 2'28.979 | +7.816  |
| 24   | 9  | クリスチャン・フィッティパルディ | フットワーク・フォード | 2'30.931 | +9.768  |
| 25   | 32 | ジャン＝マルク・グーノン         | シムテック・フォード   | 2'31.755 | +10.592 |
| 26   | 11 | フィリップ・アダムス             | ロータス・無限ホンダ   | 2'33.885 | +12.722 |
| DNQ  | 34 | ベルトラン・ガショー             | パシフィック・イルモア | 2'34.582 | +13.419 |
| DNQ  | 33 | ポール・ベルモンド               | パシフィック・イルモア | 2'35.729 | +14.566 |

## 決勝
決勝当日は安定したドライコンディションでレースが行われた。初優勝なるかと注目されたバリチェロだが、オープニングラップのケメル・ストレートでミハエル・シューマッハに抜かれ、さらにジャン・アレジにも抜かれ、以後もポジションを下げると、20周目にスピンアウトしてレースを終えた。アレジも2周目にエンジンブローでリタイアし、その後はシューマッハが後続を引き離して独走態勢を築く。
シューマッハは19周目に下りの高速コーナー「プーオン」の出口でオーバーランして1回転スピンを喫するも、すぐに体勢を立て直して走行を続けた。チャンピオンシップのライバルであるデイモン・ヒルはチームメイトのデビッド・クルサードとの争いに手間取り、シューマッハ追撃には至らなかった。
シューマッハはヒルに20秒近くの差をつけてトップチェッカーを受け、今期8勝目を達成した、と思われた。しかし、レース後の再車検において車体底面に装着している木製の板（スキッドブロック）が規定の厚さよりも1.6mm薄いことが判明。ベネトンチームは単独スピンの際に縁石に擦って削れた、と主張したが、審判団は問題の箇所とは異なるとして抗議を認めず、レース5時間後にシューマッハの失格が決定。2位以下の順位が繰り上がり、ヒルが優勝者となった。すでにサーキットを離れていたシューマッハは、友人宅で行われた祝勝パーティーの最中にこの悪い知らせを聞かされた。
シューマッハの失格はイギリスGPの黒旗無視に続いて今期2度目であり、ベルギーGP後にはペナルティーとして2戦出場停止が決まっている。

### 結果
| 順位 | No | ドライバー                       | チーム                 | 周回数 | タイム/リタイア  | グリッド | ポイント |
| ---- | -- | -------------------------------- | ---------------------- | ------ | ---------------- | -------- | -------- |
| 1    | 0  | デイモン・ヒル                   | ウィリアムズ・ルノー   | 44     | 1:28'47.170      | 3        | 10       |
| 2    | 7  | ミカ・ハッキネン                 | マクラーレン・プジョー | 44     | +51.381          | 8        | 6        |
| 3    | 6  | ヨス・フェルスタッペン           | ベネトン・フォード     | 44     | +1'10.453        | 6        | 4        |
| 4    | 2  | デビッド・クルサード             | ウィリアムズ・ルノー   | 44     | +1'45.787        | 7        | 3        |
| 5    | 4  | マーク・ブランデル               | ティレル・ヤマハ       | 43     | +1 Lap           | 12       | 2        |
| 6    | 10 | ジャンニ・モルビデリ             | フットワーク・フォード | 43     | +1 Lap           | 14       | 1        |
| 7    | 26 | オリビエ・パニス                 | リジェ・ルノー         | 43     | +1 Lap           | 17       |          |
| 8    | 23 | ピエルルイジ・マルティニ         | ミナルディ・フォード   | 43     | +1 Lap           | 10       |          |
| 9    | 24 | ミケーレ・アルボレート           | ミナルディ・フォード   | 43     | +1 Lap           | 18       |          |
| 10   | 25 | エリック・ベルナール             | リジェ・ルノー         | 42     | +2 Laps          | 16       |          |
| 11   | 32 | ジャン＝マルク・グーノン         | シムテック・フォード   | 42     | +2 Laps          | 25       |          |
| 12   | 12 | ジョニー・ハーバート             | ロータス・無限ホンダ   | 41     | +3 Laps          | 20       |          |
| 13   | 15 | エディ・アーバイン               | ジョーダン・ハート     | 40     | +4 Laps          | 4        |          |
| DSQ  | 5  | ミハエル・シューマッハ           | ベネトン・フォード     | 44     | 失格             | 2        |          |
| Ret  | 9  | クリスチャン・フィッティパルディ | フットワーク・フォード | 33     | エンジン         | 24       |          |
| Ret  | 31 | デビッド・ブラバム               | シムテック・フォード   | 29     | ホイール         | 21       |          |
| Ret  | 29 | アンドレア・デ・チェザリス       | ザウバー・メルセデス   | 27     | スロットル       | 15       |          |
| Ret  | 8  | マーティン・ブランドル           | マクラーレン・プジョー | 24     | スピンアウト     | 13       |          |
| Ret  | 14 | ルーベンス・バリチェロ           | ジョーダン・ハート     | 19     | スピンアウト     | 1        |          |
| Ret  | 3  | 片山右京                         | ティレル・ヤマハ       | 18     | エンジン         | 23       |          |
| Ret  | 11 | フィリップ・アダムス             | ロータス・無限ホンダ   | 15     | スピンアウト     | 26       |          |
| Ret  | 28 | ゲルハルト・ベルガー             | フェラーリ             | 11     | エンジン         | 11       |          |
| Ret  | 19 | フィリップ・アリオー             | ラルース・フォード     | 11     | エンジン         | 19       |          |
| Ret  | 30 | ハインツ＝ハラルド・フレンツェン | ザウバー・メルセデス   | 10     | ドライブシャフト | 9        |          |
| Ret  | 20 | エリック・コマス                 | ラルース・フォード     | 3      | エンジン         | 22       |          |
| Ret  | 27 | ジャン・アレジ                   | フェラーリ             | 2      | エンジン         | 5        |          |

- ミハエル・シューマッハはレース後の車検で、スキッドブロックが規定以上に削れていたため失格